# 田津原町
田津原町（たつはらちょう）は、愛知県豊田市の地名。地名の読みについては「たっぱら」という表記も見受けられる。

## 地理
豊田市の北東部にあり、矢作川支流である段戸川が町域内を蛇行している。旭地区（旧東加茂郡旭町の町域にほぼ相当する）に属する。北で牛地町、東で富永町、南で小田木町、西で坪崎町と隣接する。人家は段戸川や田津原川沿いの谷地に沿う形で点在している。産業は農林業が中心である。また、兼業農家が多数を占める。

## 歴史

### 沿革
- 江戸期には田津原村として三河国加茂郡に所属していた[4]。
  - ただし寛永期の『三河国村々高附』においては「立原」と、天保期の郷帳においては「田津原」と表記されている[6]。
- 1635年（寛永12年）当時- 幕府の直轄地であった[7]。
  - なお文献によっては、1635年（寛永12年）当時は栗原藩領であり、1638年（寛永15年）に同藩が廃絶して以降、幕府の直轄地になったという記述もある[4]。
- 1697年（元禄10年）- 旗本沼間清芳の知行地となる[7]。
- 1701年（元禄14年）- 再び幕府の直轄地となる[7]。
- 1705年（宝永2年）- 三河吉田藩領となる[7]。
- 1878年（明治11年）- 郡区町村編制法施行により、加茂郡が東加茂郡と西加茂郡に分割される。それに伴い、所属が加茂郡から東加茂郡に変更される[4]。
- 1889年（明治22年）10月1日- 市制町村制施行により、田津原村、牛地村、小滝野村、閑羅瀬村が合併して東加茂郡生駒村が誕生し、田津原村は生駒村大字田津原に変更される[4]。
- 1906年（明治39年）5月1日- 生駒村、野見村、介木村、築羽村が合併して旭村が誕生し[8]、生駒村大字田津原は旭村大字田津原に変更される[4]。
- 1967年（昭和42年）4月1日- 旭村が町制を施行し旭町になる。これに伴い、住所表示が旭町大字田津原に変更される[4]。
- 2005年（平成17年）4月1日- 旭町の豊田市への編入に伴い、住所表示が豊田市田津原町に変更される。

## 世帯数と人口
2019年（令和元年）7月1日現在の世帯数と人口は以下の通りである。
| 町丁     | 世帯数 | 人口 |
| -------- | ------ | ---- |
| 田津原町 | 23世帯 | 56人 |

## 学区
市立小・中学校に通う場合、学区は以下の通りとなる。
| 番・番地等 | 小学校             | 中学校           |
| ---------- | ------------------ | ---------------- |
| 全域       | 豊田市立小渡小学校 | 豊田市立旭中学校 |

## 寺社
- 八所神社

旧田津原村村社。ただし、創建年代や由緒ははっきりしていない。

## 文化財

### 城館跡
- 田津原跡[10]

中世時代の山城。後年「城が峯（じょうがみね）」と呼ばれる丘陵の突出した尾根上にあったとされる。

## その他

### 日本郵便
- 郵便番号 : 444-2802[2]（集配局：旭郵便局[11]）。